# أمريكا المفتوحة 2001 (كرة مضرب)
قائمة بالأبطال في بطولة 2001 أمريكا المفتوحة:

## الكبار

### فردي رجال
لايتون هيويت هزم  بيت سامبراس، 7-6, 6-1, 6-1

### فردي سيدات
فينوس ويليامز هزم  سيرينا ويليامز، 6-2, 6-4

### زوجي رجال
واين بلاك و كيفن أولايت هزم  دونالد جونسن و جاريد بالمر، 7-6, 2-6, 6-3

### زوجي سيدات
ريناي ستبس و ليزا رايموند هزم  كيمبرلي بو و ناتالي تاوزيات، 6-2, 5-7, 7-5

### زوجي مختلط
تود وودبريدج و ريناي ستبس هزم  ليندر بايس و ليزا رايموند، 6-4, 5-7 (11-9)

## الشباب

### فردي أولاد
غيلس مولر هزم  يو تزاو وانغ، 7-6, 6-2

### فردي بنات
ماريون بورتولي' هزم  سفيتلانا كوزنيتسوفا، 4-6, 6-3, 6-4

### زوجي أولاد
توماس بيرديتش و ستيفان بوهلاي

### زوجي بنات
غالينا فوكاينا و سفيتلانا كوزنيتسوفا